# Datacolor
Die Datacolor AG mit Sitz in Risch ist ein international tätiges Schweizer Unternehmen, das auf Farbmanagement und Farbkommunikationstechnologie spezialisiert ist. Sie bietet digitale Lösungen und Systeme für die Farbmessung, Farbabstimmung, Qualitätskontrolle und Farbkommunikation von der Produktion bis zum Marketing. Diese finden Anwendung in verschiedensten Bereichen, so in der Textil- und Automobilindustrie, in der Spezialchemie in den Bereichen Farbe, Lacke und Kunststoffe oder auch in der Fotografie und in der digitalen Bildverarbeitung.
Das Unternehmen, das aus der Division Farben der ehemaligen Eichhof Holding AG hervorging, beschäftigt rund 387 Mitarbeiter und erwirtschaftete im Geschäftsjahr 2021/22 einen Umsatz von 87,4 Millionen USD. Die Datacolor AG ist an der Schweizer Börse SIX Swiss Exchange kotiert.

## Geschichte
Die 1970 in der Schweiz gegründete Datacolor wurde 1980 von der Schweizer Eichhof Holding AG, der damaligen Konzernmutter der traditionsreichen Brauerei Eichhof, übernommen. Diese baute mit der Datacolor neben ihrem ursprünglichen Kerngeschäft und dem mit der Zeit daraus hervorgegangenen Immobiliengeschäft ein drittes Standbein auf.
Ende August 2008 wurde der Getränkebereich von der Eichhof Holding abgespaltet und im Rahmen eines öffentlichen Kaufangebots vom niederländischen Heineken-Konzern übernommen. Nachdem im Dezember 2008 auch der Immobilienbereich an die BVK Personalvorsorge des Kantons Zürich verkauft worden war, stellte Datacolor als Farbdivision den einzig verbliebenen Geschäftsbereich der Eichhof Holding AG dar. Als Folge davon wurde die Eichhof Holding AG im Januar 2009 in Datacolor AG umbenannt. Der Sitz in Luzern wurde 2020 nach Risch verlegt.

## Akquisitionen
Im Mai 2023 hat Datacolor die Firma matchmycolor LLC übernommen, eine Technologie-Firma spezialisiert auf Software für Farbformulierung und Kommunikation. Im Januar 2025 übernahm Datacolor die Firma Techkon GmbH, Hersteller von Farbmesstechnologie. Im Juni 2025 kam der amerikanische Ableger Techkon USA LLC dazu.